# Gulao
Gulao (kinesiska: 古劳) är en köping i sydöstra Kina. Den ligger i Heshan i staden Jiangmen i provinsen Guangdong, omkring 48 kilometer sydväst om provinshuvudstaden Guangzhou. Antalet invånare är 35 606. Befolkningen består av 18 320 kvinnor och 17 286 män. Barn under 15 år utgör 13,0 %, vuxna 15-64 år 77 %, och äldre över 65 år 9,0 %.